# Linceu (fill d'Afareu i Arene)
|  | No s'ha de confondre amb Linceu (fill d'Egipte i d'Argífia). |

Linceu (Lynceus), fill d'Afareu i Arene, va ser un heroi de la mitologia grega, conegut per la seva extraordinària vista. Germà d'Idas, va participar en la cacera del senglar de Calidó i en l'expedició dels argonautes. La seva vista era tan aguda que podia veure a través de materials com el tauló de roure i percebre objectes amagats sota terra. Les seves gestes més notables inclouen la lluita contra els Dioscurs per les Leucípides, durant la qual ell i el seu germà van morir a mans de Càstor i Pòl·lux.